# Чемпионат мира по академической гребле 1994
24-й чемпионат мира по академической гребле прошёл с 11 по 18 сентября 1994 года в Индианаполисе (США). В нём приняли участие 920 гребцов из 47 стран, которые разыграли награды в 23 дисциплинах.

## Медалисты

### Мужчины
| Дисциплина                | Золото | Золото  | Серебро | Серебро | Бронза | Бронза  |
| ------------------------- | --- | ------- | --- | ------- | --- | ------- |
| Одиночки M1x              | Андре Вилльмс Германия | 6:46,33 | Ксено Мюллер Швейцария | 6:48,10 | Изток Чоп Словения | 6:49,33 |
| Двойки парные M2x         | Норвегия · Ларс Бьоннесс · Рольф Торсен | 6:08,33 | Германия · Кристиан Хендле · Петер Уриг | 6:08,88 | Франция · Самюэль Барате · Ив Ламарк | 6:10,03 |
| Двойки без рулевых M2-    | Великобритания · Мэттью Пинсент · Стивен Редгрейв | 6:18,65 | Германия · Петер Хёльценбайн · Торстен Штрепельхоф | 6:19,75 | Австралия · Роберт Уокер · Ричард Уирн | 6:20,25 |
| Двойки с рулевыми M2+     | Хорватия · Игор Бораска · Тихомир Франкович · Милан Ражов (рул)                                                                                            | 6:42,16 | Италия · Кармине Аббаньяле · Джоаккино Касконе · Антонио Чирилло (рул) | 6:42,98 | Румыния · Николае Спырку · Йоан Визитиу · Марин Георге (рул) | 6:46,99 |
| Четвёрки парные M4x       | Италия · Алессандро Корона · Россано Гальтаросса · Массимо Парадизо · Алессио Сартори                                                                      | 5:37,68 | Украина · Александр Марченко · Леонид Шапошников · Николай Чуприна · Александр Заскалько                                                                                     | 5:39,11 | Германия · Андреас Хайек · Андре Штайнер · Штефан Фолькерт · Торстен Вайсгаупт | 5:39,71 |
| Четвёрки без рулевых M4-  | Италия · Риккардо деи Росси · Раффаэлло Леонардо · Вальтер Молеа · Карло Морнати                                                                           | 5:48,44 | Франция · Мишель Андриё · Даниэль Фоше · Филипп Ло · Жан-Кристоф Роллан | 5:49,82 | Великобритания · Тимоти Фостер · Руперт Обхольцер · Грегори Сирл · Джонатан Сирл | 5:50,37 |
| Четвёрки с рулевыми M4+   | Румыния · Валентин Робу · Юликэ Руйкан · Виорел Талапан · Флориан Тудор · Марин Георге (рул)                                                               | 6:06,69 | США · Уильям Купер · Адам Холланд · Эдвард Мерфи · Кристофер Суон · Питер Чиполлоне (рул)                                                                                    | 6:06,98 | Нидерланды · Михил Бартман · Йохен Янсен · Пим Вос · Марк Эсен · Каган Тюркан (рул)                                                                                                   | 6:07,73 |
| Восьмёрки M8+             | США · Джонатан Браун · Шон Холл · Фредрик Хонбейн · Роберт Келер · Джеффри Клепацки · Джеймс Ковен · Джон Маккиббен · Дональд Смит · Стивен Сегалофф (рул) | 5:24,50 | Нидерланды · Кай Компагнер · Николас Ринкс · Нилс ван дер Зван · Яп Крейтенбург · Шорс ван Иварден · Нилс ван Стенис · Хенк-Ян Зволле · Роналд Флорейн · Йерун Дёйстер (рул) | 5:25,10 | Румыния · Дорин Алупей · Василе Нэстасе · Драгош Нягу · Корнел Немцок · Валентин Робу · Юликэ Руйкан · Виорел Талапан · Флориан Тудор · Марин Георге (рул)                            | 5:27,08 |
| Лёгкий вес                | |         | |         | |         |
| Одиночки LM1x             | Питер Хайнинг Великобритания | 6:53,48 | Ниалл О’Тул Ирландия | 6:56,33 | Карстен Нильсен Дания | 6:56,99 |
| Двойки парные LM2x        | Италия · Микеланджело Криспи · Франческо Эспозито | 6:18,10 | Новая Зеландия · Роберт Хэмилл · Майкл Роджер | 6:20,14 | Швейцария Маркус Гир Михаэль Гир | 6:20,85 |
| Двойки без рулевых LM2-   | Италия · Карло Гадди · Леонардо Петтинари | 6:34,70 | Россия · Владимир Митюшев · Александр Устинов | 6:39,92 | Ирландия · Невилл Максвелл · Энтони О’Коннор | 6:39,96 |
| Четвёрки парные LM4x      | Австрия · Гернот Фадербауэр · Вальтер Рантаза · Кристоф Шмёльцер · Вольфганг Зигль                                                                         | 5:46,75 | Италия · Энрико Гандола · Паоло Питтино · Ивано Дзасио · Массимо Гульельми                                                                                                   | 5:48,83 | Португалия · Энрике Байшинью · Луиш Фонсека · Жозе Лейтан · Луиш Тейшейра | 5:49,64 |
| Четвёрки без рулевых LM4- | Дания · Эскильд Эббесен · Виктор Феддерсен · Нильс Хенриксен · Томас Поульсен                                                                              | 5:53,77 | Австралия · Брюс Хик · Гэри Лайна · Джеймс Зеппельт · Эндрю Станелл | 5:56,24 | Германия · Штефан Фариг · Оливер Рау · Бернд Штомпоровски · Мартин Вайс | 5:57,07 |
| Восьмёрки LM8+            | Великобритания · Кристофер Бейтс · Саймон Кокс · Стивен Эллис · Тоби Хессиан · Томас Кей · Дэвид Лемон · Джеймс Макнивен · Карл Смит · Джон Дикин (рул)    | 5:31,00 | Дания · Бо Андерсен · Мортен Баггер · Микаэль Йелмер · Йеппе Йенсен · Микаэль Йенсен · Харди Олесен · Бо Вестергор · Томас Крофт · Стефен Мастерс (рул)                      | 5:31,36 | Италия · Сальваторе Амитрано · Энрико Барбаранелли · Массимилиано Фарачи · Паскуале Марильяно · Фабрицио Равази · Андреа Ре · Роберто Романини · Кармине Сомма · Гаэтано Януцци (рул) | 5:34,63 |

### Женщины
| Дисциплина              | Золото | Золото  | Серебро | Серебро | Бронза | Бронза  |
| ----------------------- | --- | ------- | --- | ------- | --- | ------- |
| Одиночки W1x            | Трине Хансен Дания | 7:23,96 | Катрин Борон Германия | 7:24,90 | Аннелис Бредаль Бельгия | 7:25,56 |
| Двойки парные W2x       | Новая Зеландия · Филиппа Бейкер · Бренда Лоусон | 6:45,30 | Канада · Кэтлин Хеддл · Марни Макбин | 6:46,17 | Германия · Ангела Шустер · Яна Тиме | 6:47,16 |
| Двойки распашные W2-    | Франция · Элен Кортен · Кристин Госсе | 7:01,77 | Румыния · Юлия Бобейкэ · Элисабета Липэ | 7:05,45 | Австралия · Кармен Кломп · Анна Озолинс | 7:07,60 |
| Четвёрки парные W4x     | Германия · Керстин Кёппен · Кристина Мундт · Катрин Ручов · Яна Зоргерс                                                                                  | 6:11,73 | Китай · Цао Мяньин · Лю Сижун · Чжан Сююнь · Чжао Гуйфэн                                                                                                | 6:15,74 | Украина · Светлана Мазий · Дина Мифтахутдинова · Елена Ронжина · Татьяна Устюжанина                                                                           | 6:18,05 |
| Четвёрки распашные W4-  | Нидерланды · Фемке Булен · Элен Мейер · Мюриэл ван Схилфгарде · Рита де Йонг                                                                             | 6:30,76 | США · Катриона Фэллон · Эми Фуллер · Энн Какела · Моника Тренел                                                                                         | 6:31,92 | Австралия · Элисон Дэвис · Кейт Слаттер · Меган Стилл · Виктория Тугуд                                                                                        | 6:32,85 |
| Восьмёрки W8+           | Германия · Катрин Хаккер · Андреа Клафек · Микаэла Шмидт · Дорин Мартин · Дана Пириц · Антье Рехаг · Уте Вагнер · Штефани Верремайер · Дорин Шнелл (рул) | 6:07,42 | США · Дженнифер Дор · Катриона Фэллон · Эми Фуллер · Энн Какела · Лорел Корхольц · Элизабет Маккаг · Кэтрин Скэнлон · Моника Тренел · Ясмин Фарук (рул) | 6:08,24 | Румыния · Анджела Алупей · Юлия Бобейкэ · Вероника Кокеля · Ленуца Дорофтей · Дойна Игнат · Элисабета Липэ · Йоана Олтяну · Анка Тэнасе · Кристина Илие (рул) | 6:08,55 |
| Лёгкий вес              | |         | |         | |         |
| Одиночки LW1x           | Констанца Бурчикэ Румыния | 7:34,17 | Лаурин Вермульст Нидерланды | 7:35,81 | Пиа Фогель Швейцария | 7:38,63 |
| Двойки парные LW2x      | Канада · Коллин Миллер · Венди Уибе | 6:54,85 | Китай · Оу Шаоянь · Чжун Айфан | 6:56,83 | США · Линдси Бёрнс · Тереза Заржечны | 6:57,76 |
| Четвёрки распашные LW4- | США · Кристин Коллинз · Даника Харрис · Шарлотта Холлингс · Линда Мури                                                                                   | 6:36,40 | Великобритания · Элисон Браунлесс · Энн Мэри Холл · Энн Мэри Фелпс · Тоня Уильямс                                                                       | 6:37,28 | Китай · Дин Яхун · Ли Фэй · Ляо Сяоли · Фан Ван | 6:38,27 |

## Командный зачёт
| Место | Страна         | Золото | Серебро | Бронза | Всего |
| ----- | -------------- | ------ | ------- | ------ | ----- |
| 1     | Италия         | 4      | 2       | 1      | 7     |
| 2     | Германия       | 3      | 3       | 3      | 9     |
| 3     | Великобритания | 3      | 1       | 1      | 5     |
| 4     | США            | 2      | 3       | 1      | 6     |
| 5     | Румыния        | 2      | 1       | 3      | 6     |
| 6     | Дания          | 2      | 1       | 1      | 4     |
| 7     | Нидерланды     | 1      | 2       | 1      | 4     |
| 8     | Франция        | 1      | 1       | 1      | 3     |
| 9     | Канада         | 1      | 1       | 0      | 2     |
| 9     | Новая Зеландия | 1      | 1       | 0      | 2     |
| 11    | Австрия        | 1      | 0       | 0      | 1     |
| 11    | Норвегия       | 1      | 0       | 0      | 1     |
| 11    | Хорватия       | 1      | 0       | 0      | 1     |
| 14    | Китай          | 0      | 2       | 1      | 3     |
| 15    | Австралия      | 0      | 1       | 3      | 4     |
| 16    | Швейцария      | 0      | 1       | 2      | 3     |
| 17    | Ирландия       | 0      | 1       | 1      | 2     |
| 17    | Украина        | 0      | 1       | 1      | 2     |
| 19    | Россия         | 0      | 1       | 0      | 1     |
| 20    | Бельгия        | 0      | 0       | 1      | 1     |
| 20    | Португалия     | 0      | 0       | 1      | 1     |
| 20    | Словения       | 0      | 0       | 1      | 1     |
| Всего | Всего          | 23     | 23      | 23     | 69    |

 Страна — хозяйка соревнований